# Bundesausschuss Leistungssport
Der Bundesausschuss Leistungssport (BAL) war das Koordinationsorgan des (west)deutschen Spitzensport und zeichnete dafür verantwortlich, dass zwischen 1972 und 1988 die Bundesrepublik Anschluss an die Internationale Entwicklung behalten konnte.

## Vorgeschichte
Der BAL wurde als Ausschuss zur wissenschaftlichen und methodischen Förderung des Leistungssports 1961 gegründet. Da für die Olympiamannschaften das Nationale Olympische Komitee (NOK) zuständig war, für das Training und die Wettkämpfe in den vier Jahren zwischen den Olympischen Spielen, ging es darum die kontinuierlichen überfachlichen Aufgaben des Leistungssports in der Bundesrepublik zu fördern. Mit Josef Nöcker wurde ein Mediziner als Vorsitzender verpflichtet, der damit auch Chef de Mission bei den Olympischen Spielen wurde. Einen DDR-Flüchtling, der im Westen Karriere gemacht hatte, als Chef de Mission einzusetzen wurde von der DDR als schwerer Affront wahrgenommen, wodurch noch mehr Energien freigesetzt wurden, endlich durch einen umfangreicheren Anteil an der Mannschaft selbst den Chef-de-Mission stellen zu können. Mit Siegfried Perrey wurde ein durchsetzungsfähiger Organisator als hauptamtlicher Leiter bestellt, der jedoch die Autonomie der Sportfachverbände nicht verändern konnte.

## Blüte des BAL
Nachdem auch die Olympischen Sommerspiele 1968 zu einem weiteren Leistungsabfall gegenüber der DDR geführt hatten und mit den Olympischen Sommerspielen 1972 in München die Peinlichkeit abzusehen war, deutlich hinter der DDR zurückzufallen, wurde der Bundesausschuss zur Förderung des Leistungssport (BAL) zu einer umfangreichen in die Struktur des Deutschen Sportbundes eingebundenen Einrichtung am 1. März 1969 erweitert. Der BAL sollte das zentrale Organ der Spitzenverbände zur Planung und Koordinierung des Spitzensports mit dem Ziel verbesserter fachlicher, methodischer und wissenschaftlicher Unterstützung des Schulungsprozesses aller Sportarten werden. Im ehrenamtlichen Vorstand sollten hierzu Fachverbände, deren Präsidenten und Sportwarte, Bundestrainer (der erste war Karl Adam, der wichtige Weichen stellte), aber auch Spitzenathleten sowie der Leitende Direktor für den BAL vertreten sein. Hierzu wurden drei Beiräte und zwei Kommissionen eingerichtet, damit die gewählten Vertreter im Vorstand des BAL eine Rückkopplung zu ihrer jeweiligen Basis haben konnten. Als wichtigste Aufgaben wurden für den BAL festgelegt: Detaillierte Trainingsplanungen, Trainings- und Wettkampfanalysen, medizinische Betreuung und Untersuchung, Traineraus- und -weiterbildung sowie das Angebot moderner Informationsmittel. Zur selben Zeit wurde auch der Sportausschuss des Deutschen Bundestages gebildet, da der BAL auch für Bundesregierung und Bundestag eine wichtige fachliche Beratungsfunktion haben sollte. Die Planungen von BAL und Fachverbänden sollten die Grundlage für die Jahrespläne der Fachverbände sein. Die Prinzipien der Periodisierung des sportlichen Trainings sollten konsequent umgesetzt werden. Nur die Verbände, die wissenschaftlich planten, sollten auch in Zukunft eine optimale Förderung erhalten. Dem neuen BAL wurden ein besonderer Handlungsrahmen eingeräumt. Der BAL arbeitete gleichzeitig auch als Technische Kommission dem NOK für Deutschland für den Leistungssport zu. Der ehrenamtliche Vorsitzende des BAL war zugleich Vizepräsident des DSB, der Leitende Direktor (zunächst Helmut Meyer) der Abteilungsleiter Leistungssport im DSB. Durch Tomasz Lempart als einer der Stellvertreter Meyers zogen nun auch die Prinzipien der Leistungsplanung des Ostblocks ein. Lempart war in ähnlicher Stellung auch bereits für den polnischen Sport über 12 Jahre tätig gewesen und entwickelte die an der modernen Trainingswissenschaft orientierten Pläne, die Meyer mit Geschick umsetzte. Besonders bekannt wurde der BAL durch seine Medaillenprognosen und Analysen der Olympischen Spiele.
Bei den Plänen stellte sich die Frage nach dem Verhältnis von Zentrale und Peripherie, Bund und Ländern. Zu den Vertretern der föderalistischen Ausrichtung gehörten vor allem Richard Möll und Manfred Eglin. Der BAL betonte die zentrale Verantwortung, die Länder das Prinzip, dass der, der zahlt, auch bestimmt. So ist die Aufteilung der Kader in Bundes- und Landeskader, die Aufteilung der Stützpunkte in Bundes- und Landesstützpunkte, die Mischfinanzierung der Olympiastützpunkte, vieler Trainer nur aus der föderalen Struktur des Bundes zu erklären. Zu den zentralen Maßnahmen gehörten aber auch die Sportwissenschaft (Direktor Dietrich Martin), die Traineraus- und -weiterbildung (Direktor Rolf Andresen), die Publikationen für die Trainer (die Zeitschrift Leistungssport und Trainerbibliothek unter Leitung von Peter Tschiene und Arnd Krüger). Als eine der Konsequenzen der Arbeit des B AL wurde 1974 die Trainerakademie Köln gegründet.
Mit der Verbreiterung der sportwissenschaftlichen Basis in den Fachverbänden, der Trainerakademie und der Ausbau der sportwissenschaftlichen Universitätsinstitute nahm der Wissensvorsprung des BAL gegenüber der Basis in den Verbänden ab. Während am Anfang in den Planungsgesprächen zwischen dem Bund und den Fachverbänden der BAL die Richtung vorgab, reduzierte sich schon mit dem Kooperationsmodell für den Leistungssport (6. Dezember 1975) die Funktion in die eines Beraters und Vermittlers. Die Grundsatzerklärung für den Spitzensport (11. Juni 1977) setzte dem BAL dann weitere Grenzen, da Doping – ob in Kontrollen nachweisbar oder nicht – verpönt wurde. Der Olympiaboykott 1980 brachte den BAL um die Frucht von vier Jahren Arbeit und warf ihn in seiner Funktion zurück. Die Freigabe der Amateurbestimmungen 1981 veränderte die Arbeit des BAL weiter, denn während bisher bereits der Fußball eine eigene Zuständigkeit hatte, verabschiedeten sich nun auch einzelne besonders gesponserte Sportmannschaften oder Sportler aus dem Fördersystem des BAL. Mit den Leitlinien für den Spitzensport (8. Juni 1985) wird die Förderung verstärkt auf den einzelnen Sportler umgestellt, für die eine Art Laufbahnplanung initiierte wird.
Von 1989 bis 1992 war Rolf Andresen der Leitende Direktor des BAL, in dessen Aufgabe es fiel, die Integration des Leistungssports der DDR in den der Bundesrepublik zu organisieren. Er half sicherzustellen, dass wesentliche Einrichtungen des DDR-Spitzensports im Einigungsvertrag eine Bestandsgarantie bekamen, um so die Übernahme der trainingswissenschaftlichen Erkenntnisse der DDR zu garantieren. Da das Ausmaß des zentral gesteuerten Dopings der DDR und des dezentralen der Bundesrepublik nicht hinreichend bekannt war, gehörte es zu seinen wesentlichen Aufgaben, zwei Dopingsysteme, die nicht kongruent waren, zu verflechten. Von 1992 bis 1995 leitete Peter Holz den BAL. Er hatte mit der immer größer werdenden Kluft zwischen Ost und West zu tun. Denn bis zu den Olympischen Spielen 1992 wurden zwei getrennte Kader Ost und West mit entsprechenden Trainern geführt, dann aber wurde der Schnitt vollzogen, und Holz musste ihn vollziehen.

## Bereich Leistungssport (BL)
Sein Nachfolger als Leitender Direktor des BAL wurde Armin Baumert (1995–2004), der als Landestrainer Leichtathletik in Berlin sehr gute Arbeit geleistet hatte. Die Rolle des BAL als Koordinierungsorgan blieb hierdurch zwar erhalten, es wurden aber keine neuen wesentlichen Prozesse mehr initiiert, da nun die Einrichtungen der ehemaligen DDR wie das Institut für Angewandte Trainingswissenschaft inhaltlich die Führung übernahmen. Der Präsident des DSB Manfred von Richthofen stufte dann aber den relativ eigenständigen BAL in den Bereich Leistungssport (BL) des DSB zurück. Baumert war als Rheinländer in Berlin gewohnt mit den verschiedenen ost- und westdeutschen Mentalitäten umzugehen und konnte so die Ost-West-Integration voranbringen. Sein Stellvertreter im BAL wurde Nachfolger. Jörg Ziegler leitete den BAL von 2004 bis 2006, ehe er Generalsekretär des Deutschen Volleyball-Verbandes wurde. Sein Nachfolger wurde Bernhard Schwank, der zuvor der Generalsekretär des Nationalen Olympischen Komitees war, das zu dem Zeitpunkt mit dem DSB fusionierte. Dem DOSB und seinem Bereich Leistungssport  wird (heute – 2014) wegen der falschen Prognosen vom Direktor, der Vizepräsidentin Leistungssport bis zum Abteilungsleiter Leistungssport von Helmut Digel mangelnde Kompetenz und Verantwortungslosigkeit vorgeworfen.
Die ehrenamtlichen Vorsitzenden waren Claus Heß, Präsident des Deutschen Ruderverbandes (1969–1971), Hermann Karg, Präsident des Deutschen Schwimm-Verbandes (1971–1974), Heinz Fallak, Sportwart des Deutschen Leichtathletik-Verbandes (1974–1988) Ulrich Feldhoff, Präsident des Deutschen Kanuverbandes (1988–2006), Eberhard Gienger, Kunstturnen (2006–2010) und Christa Thiel, Präsidentin Deutscher Schwimmverband (seit 2010).